# Символ доллара
Символ (знак) доллара ($), офиц. денежный знак доллара — типографский символ, который входит в группу «Управляющие символы C0 и основная латиница» (англ. C0 Controls and Basic Latin) стандарта Юникод: оригинальное название — dollar sign (англ.); код — U+0024. Его основное назначение — представление денежных единиц с названием «доллар» (прежде всего доллара США), однако он может использоваться и другими способами.

## Начертание
Символ «$» представляет собой разновидность заглавной латинской буквы «S» с добавлением одной или двух параллельных вертикальных линий. Количество линий зависит исключительно от шрифта, использованного для вывода символа.

Иллюстрации с примерами
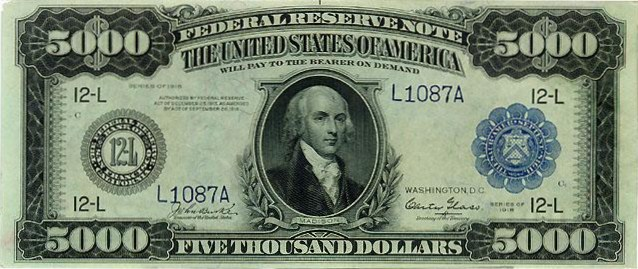
Знак доллара США с двумя чертами

Разновидности символа, включённые в стандарт Юникод:
- 💲 — «крупный символ доллара» (англ. heavy dollar sign; U+1F4B2)[4], который является одной из идеограмм языка эмодзи[5];
- ＄ — «широкий символ доллара» (англ. fullwidth dollar sign; U+FF04)[6], введённый для совместимости с символами ККЯ[англ.];
- ﹩ — «маленький символ доллара» (англ. small dollar sign; U+FE69)[7], введённый для совместимости с китайским национальным стандартом CNS 11643[англ.].

Знак «$» также входит в состав других символов Юникода, входящих в состав языка эмодзи:
- 💰 — «мешок денег» (англ. money bag; U+1F4B0), где знак доллара может быть заменён символом любой другой валюты;
- 💱 — «обмен валют» (англ. currency exchange; U+1F4B1);
- 💵 — «банкнота со знаком доллара» (англ. banknote with dollar sign; U+1F4B5);
- 🤑 — «лицо с языком из денег» (англ. money-mouth face; U+1F911).

В некоторых наборах символ доллара также используется при оформлении идеограммы «деньги с крыльями» (англ. money with wings) — 💸 (U+1F4B8).
Идеограммы эмодзи с символом доллара

Полужирный символ доллара
Мешок денег
Обмен валют
Банкнота со знаком доллара
Деньги с крыльями
Деньги на лице и языке (предчувствие выгоды)

## Расположение относительно числа
В англоязычной литературе символ доллара ставится перед числами без пробела ($100). В русском языке отсутствует строгое правило, регламентирующее расположение знаков валют, включая и символ доллара, относительно числа. Мнения специалистов по вопросу их использования противоречивы. Одни рекомендуют не употреблять знаки валют в неспециализированных текстах, а в специализированных ставить после чисел через пробел (100 $). Другие указывают на широкое использование символов денежных единиц (прежде всего доллара — $ и евро — €) именно в неспециализированных изданиях, в частности, в традиционных средствах массовой информации (в газетах и журналах), объясняя этот факт «экономией языковых и графических средств для передачи каких-либо понятий общепринятым в той или иной среде способом». Третьи считают, что в текстах на русском языке знак доллара нужно писать справа от чисел, но при этом отмечают, что специализированные издания могут составлять исключения. Противоречивы также рекомендации специалистов портала «Грамота.ру»: отвечая на один вопрос, они рекомендуют ставить символ доллара после числа («наши рекомендации — писать знак $ в неспециализированных изданиях через пробел после числа»), а на другой — не просто перед числом, но ещё и с пробелом («принято писать так: $ 4 млн»).

## Происхождение символа
Существует множество версий происхождения символа доллара.

### Аббревиатура «US» — United States
Одна из самых популярных версий происхождения символа доллара гласит, что знак «$» образован из аббревиатуры US (от United States — Соединённые штаты) путём наложения заглавной буквы «U» на заглавную букву «S». Она изложена, например, в романе Айн Рэнд «Атлант расправил плечи». В 10-й главе, которая называется «Знак доллара» (англ. The Sign of the Dollar), писательница называет «$» символом нации, свободной экономики, свободного мышления. Исследователи, однако отмечают, что какие-либо документальные подтверждения этой версии, растиражированной газетами и даже энциклопедиями, отсутствуют.
Впервые эта версия была приведена в 1876 году в лондонском научном журнале Notes and Queries со ссылкой на неназванную старую газету, где говорилось, что символ «$» — это переплетённые буквы «U» и «S», являющиеся сокращением слов United States (Соединённые Штаты) или олицетворяющего их Uncle Sam (Дядя Сэм).

### Аббревиатура «Ps» — Pesos
Менее популярная, но более авторитетная версия состоит в том, что символ «$» происходит от сокращения слова «песо» во множественном числе (исп. peso, pesos). Оно записывалось несколькими вариантами — как «Ps», как «Ps» (то есть буква «s» поднята над основной строкой), наконец, через наложение строчной буквы «s» на заглавную «p», при этом последняя в конце XVIII века сокращается до двух или одной вертикальной линии.
Иногда отмечается, что эта версия объясняет появление одной вертикальной линии, но не двух. Тем не менее, именно она считается наиболее авторитетной и убедительной. Среди аргументов часто приводится письмо Оливера Поллока, датированное 1778 годом, где одна и та же сумма записана сначала с использованием сокращения «Ps», а затем символа, идентичного современному знаку «$».

### Аббревиатура «P8» — Piece of Eight
Другая версия о связи символа доллара с песо гласит, что испанское песо равнялось восьми реалам, поэтому часто называлось восьмериком (англ. Piece of Eight), а при записи сокращалось до «P8» или «/8/». Латинская «P» или две косые черты, наложенные на цифру «8», и образовали в конце концов современный символ доллара.

### Пиастр с колоннами
Ещё одна версия, связывающая символ доллара с песо, основана на схожести знака «$» с обвитыми лентой Геркулесовыми столпами, одним из основных элементов герба Испании. Геркулесовы столпы с вьющейся лентой, на которой был написан девиз Non plus ultra, что значит «Не дальше (пределов мира)», был выбран символом государства в 1492 году. После открытия Колумбом новых земель девиз трансформировался в Plus ultra («Ещё дальше»). Этот символ чеканился на пиастрах (другие названия — испанское песо, мексиканское песо, испанский доллар, пиастр с колоннами и т. п.), выпускавшихся огромными тиражами и широко распространившимися по всей Америке. Если принять эту версию, два столпа превращаются в две вертикальные линии символа доллара.

Герб Испании
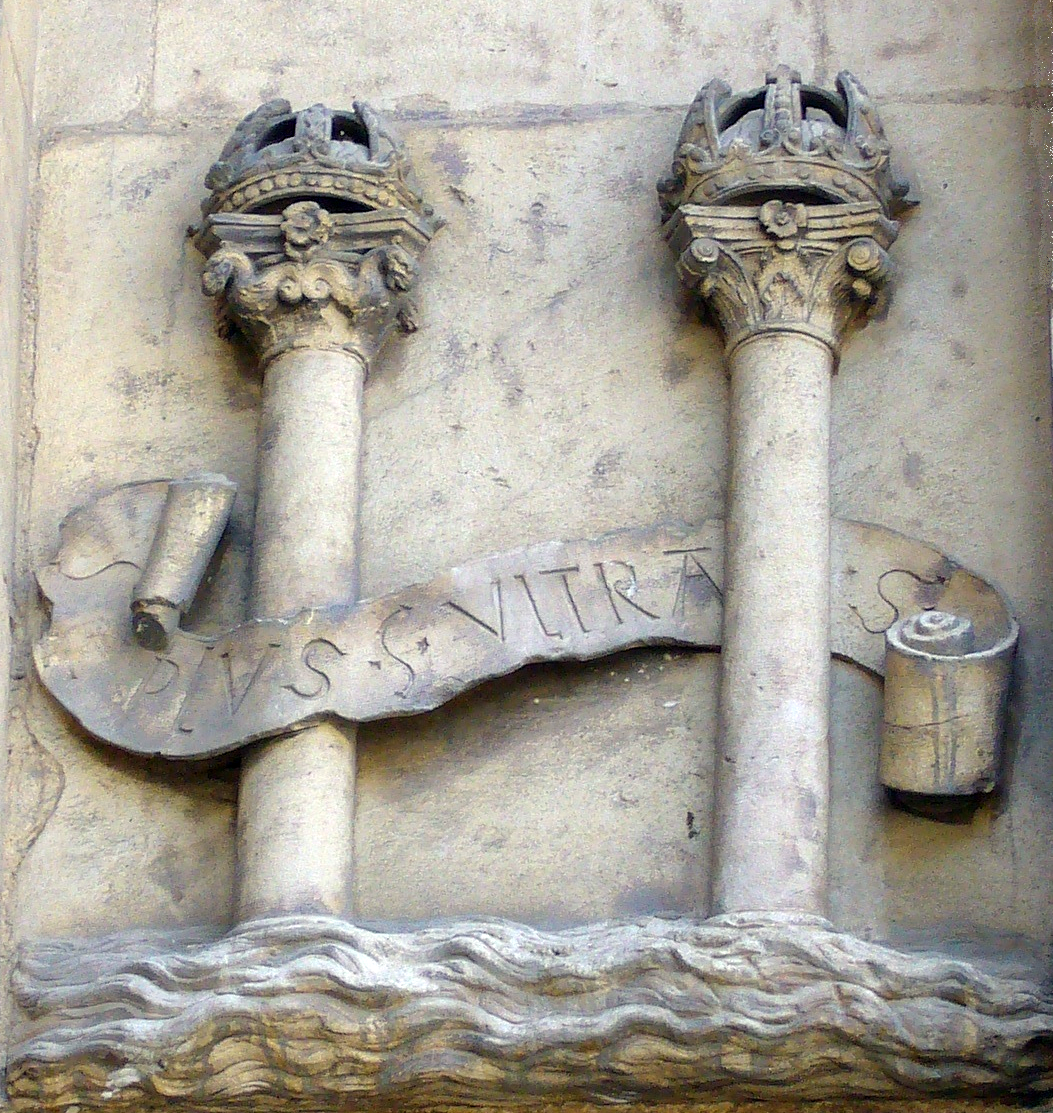
Геркулесовы столпы
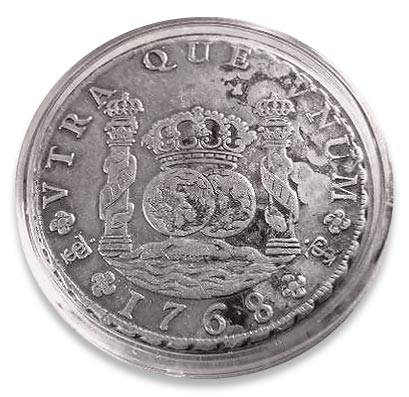
Пиастр с колоннами из Потоси
Колонна на фреске во дворце Альгамбра, Гранада, XV век

### Аббревиатура «PTSI» — знак монетного двора в Потоси
Знак монетного двора, несомненно схожий со знаком доллара, размещался на пиастрах, которые чеканились с 1573 по 1825 год в Потоси, одном из мировых центров добычи серебра XVI—XVII веков. Этот знак, представляющий собой монограмму PTSI (от Potosi), можно увидеть на круговой легенде пиастров с колоннами справа от года чеканки.

### Солидус и шиллинг
В письменностях, основанных на латинице, сокращения часто образуются с помощью перечёркивания первой буквы слова. Так, например, символ фунта (£) — это перечёркнутая рукописная буква «L», первая в слове Libra — либра, от которой произошёл фунт. Сокращение слова «шиллинг», активно использовавшееся для краткого представления этой денежной единицы вплоть до перехода Великобритании на десятичную денежную систему, — солидус, или косая черта (/). Будучи наложенным на букву «S», солидус образует символ доллара. Версия не объясняет, почему для сокращения слова «доллар» была использована буква «S», а не «D» (от англ. Dollar), но её сторонники отмечают сохраняющуюся до сих пор связь получивших независимость колоний с прежней метрополией в том числе и с точки зрения названий денежных единиц. Например, в США один цент до сих пор в просторечии называется «пенни».

### Сифран
В XV—XVIII веках при записи денежных сумм в северо-западной Италии, а также в Испании, Мексике и других испаноязычных странах в качестве разделителя разрядов использовался символ, называвшийся кальдероном. В Португалии для отделения тысяч служил символ «сифран», идентичный символу доллара — заглавная буква «S», перечёркнутая двумя вертикальными линиями. В таком виде он, якобы, и был заимствован североамериканцами в качестве символа доллара.

### «Рабская теория»
Согласно этой версии, символ «$» произошёл в результате визуализации испанских слов esclavo (раб) и clavo (гвоздь, которым закрепляли оковы на ногах раба). Слово esclavo могло претерпеть несколько визуальных трансформаций — сначала оно могло быть представлено как S-clavo с последующей заменой слова clavo на его образ в виде вертикальной линии, превратившись в конце концов в символ «$». Поскольку количество рабов символизировало размеры богатства владевшего ими человека, запись их количества с помощью получившегося символа стала означать и сумму денег.

### Аббревиатура «SH» — sheet
Сотрудники компании Em Letterpress из Нью-Бедфорда (Массачусетс) в мае 2008 года сделали предположение, что символ доллара мог возникнуть как маркировка пересчитываемых вручную печатных листов (англ. sheet), то есть, например «7$» означало «семь листов». Наспех нацарапанная буква «s» (первая в слове sheet — лист) похожа на цифру «5», поэтому при записи пересчитанных листов использовали сокращение «sh», которое со временем трансформировалось в символ «$» с двумя вертикальными линиями: буква «H» наложилась на «S». Возможно ту же систему записи использовали на фабриках, занимавшихся печатью бумажных денег, откуда и произошёл современный символ доллара.

### Аббревиатура «IIS» — римский сестерций
Существует версия происхождения знака от обозначения древнеримской денежной единицы сестерций — sestertius от semis+tertius (полтретья, два с половиной), серебряная монета достоинством в два с половиной фунта меди. Сестерций обозначался буквами «LLS» или «IIS», иногда «HS». Эта аббревиатура расшифровывается так: «Libra-Libra-Semis», — то есть: «Фунт-Фунт-Половина». При сокращённом написании две буквы «L» с усечённой нижней поперечной чёрточкой накладывались на букву «S» и получался как бы знак доллара. Именно так обозначалась на письме денежная единица сестерций в Древнем Риме. Древнеримская тема была очень модной в эпоху Просвещения. Так, например, место расположения Конгресса США называется Капитолием (главный холм в Риме), а верхняя палата Конгресса США называется Сенатом — так же, как в Древнем Риме.

## Использование символа

### Сокращение доллара США

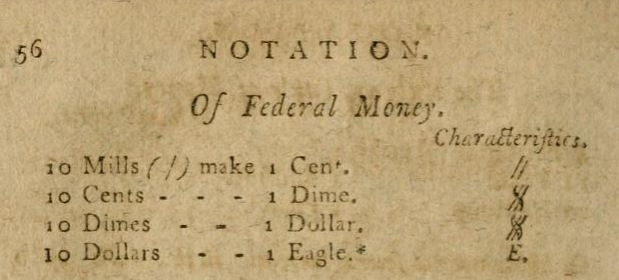
Символы милля, цента, дайма, доллара и игла (орла), которые в 1797 году предложил Ченси Ли

Символ доллара в современном начертании появился в деловой переписке конца 70-х годов XVIII века. При этом параллельно использовались такие сокращения, как Doll и D. Чаще всего, как и уже распространённый в то время символ фунта (£), знак писался перед цифрами, но иногда — и после них.
В печатном виде символ доллара впервые встречается в 1797 году в книге Чонси Ли (англ. Chauncey Lee) American Accomptant, где автор предложил использовать для обозначения базовых денежных единиц Североамериканских штатов следующие символы:
- милль — одна косая черта (/);
- цент — две косых черты (//);
- дайм — буква «S», перечёркнутая двумя косыми чертами;
- доллар — удвоенная буква «S», перечёркнутая двумя косыми чертами;
- игл, или орёл (англ. eagle — дословно «орёл») — буква «E».

То есть современному символу доллара соответствовал предложенный Ли символ дайма.
На денежных знаках США символ $ впервые появился в 1917 году — на реверсе банкноты достоинством 1 доллар.

### Сокращение названий других денежных единиц
Знак «$», как правило, используется в качестве сокращения слова «доллар» (прежде всего, доллара США), однако может представлять и такие денежные единицы, как боливиано, кордоба, мильрейс, паанга, патака, песо (кроме филиппинского), реал (в частности, бразильский, аргентинский), тала, эскудо.
Знак «$» используется как составная часть символов ряда денежных единиц Бразилии: крузейро — Cr$, нового крузейро — NCr$, крузадо — Cz$, нового крузадо — NCz$, крузейро реала — CR$ и современного реала — R$.
Знак «$» также может выступать символом или входить в состав аббревиатур, представляющих многие вымышленные, частные и комплементарные валюты.
Неполный список денежных единиц, для сокращения названий которых используется символ «$», приведён ниже (более полный список денежных единиц португалоязычных стран см. в статье «Сифран»).
Для представления некоторых разновидностей денежных единиц с названием «доллар» могут использоваться другие символы и идеограммы, например:
- 元 — единая идеограмма CJK 5143, используемая для обозначения гонконгского доллара;
- 圓 — единая идеограмма CJK 5713, используемая для обозначения гонконгского и тайваньского долларов.

| Валюта                | Государство              | ISO 4217 | Типичные варианты краткого представления | Примеры использования |
| --------------------- | ------------------------ | -------- | ---------------------------------------- | --------------------- |
| Боливиано             | Боливия                  | BOB      | $ • $b • Bs                              |                       |
| Доллар                | Австралия                | AUD      | $ • A$                                   |                       |
| Доллар                | Багамские Острова        | BSD      | $ • B$                                   |                       |
| Доллар                | Барбадос                 | BBD      | $                                        |                       |
| Доллар                | Белиз                    | BZD      | $ • BZ$                                  |                       |
| Доллар                | Бермуды                  | BMD      | $ • BD$                                  |                       |
| Доллар                | Бруней                   | BND      | $ • B$                                   |                       |
| Доллар                | Страны ОВКГ (OECS)       | XCD      | $ • EC$                                  |                       |
| Доллар                | Гайана                   | GYD      | $ • GY$                                  |                       |
| Доллар                | Гонконг                  | HKD      | $ • HK$ • 元 • 圓                        |                       |
| Доллар                | Зимбабве                 | ZWD      | $ • Z$                                   |                       |
| Доллар                | Острова Кайман           | KYD      | $                                        |                       |
| Доллар                | Канада                   | CAD      | $ • CA$ • C$                             |                       |
| Доллар                | Либерия                  | LRD      | $ • L$                                   |                       |
| Доллар                | Намибия                  | NAD      | $ • N$                                   |                       |
| Доллар                | Новая Зеландия           | NZD      | $                                        |                       |
| Доллар                | Сингапур                 | SGD      | $ • S$                                   |                       |
| Доллар                | Соломоновы Острова       | SBD      | $ • SI$                                  |                       |
| Доллар                | США                      | USD      | $ • US$                                  |                       |
| Доллар                | Суринам                  | SRD      | $                                        |                       |
| Доллар                | Тайвань                  | TWD      | $ • NT$ • 圓                             |                       |
| Доллар                | Тринидад и Тобаго        | TTD      | $ • TT$                                  |                       |
| Доллар                | Фиджи                    | FJD      | $ • FJ$                                  |                       |
| Доллар                | Ямайка                   | JMD      | $ • J$                                   |                       |
| Кордоба               | Никарагуа                | NIO      | $ • C$                                   |                       |
| Паанга (доллар Тонги) | Тонга                    | TOP      | $ • T$                                   |                       |
| Патака                | Макао                    | MOP      | $ • 元 • 圓                              |                       |
| Песо                  | Аргентина                | ARS      | $                                        |                       |
| Песо                  | Доминиканская Республика | DOP      | $ • RD$                                  |                       |
| Песо                  | Колумбия                 | COP      | $                                        |                       |
| Песо                  | Куба                     | CUP      | $ • $MN                                  |                       |
| Песо                  | Мексика                  | MXN      | $                                        |                       |
| Песо                  | Уругвай                  | UYU      | $ • $U                                   |                       |
| Песо                  | Чили                     | CLP      | $                                        |                       |
| Реал                  | Бразилия                 | BRL      | $ • R$                                   |                       |
| Тала (доллар Самоа)   | Самоа                    | WST      | $ • WS$                                  |                       |
| Эскудо                | Кабо-Верде               | CVE      | $ • Esc                                  |                       |
| Песо                  | Боливия                  | BOP      | $ • $b • Bs                              |                       |
| Пиастр                | Индокитайский Союз       | —        | $                                        |                       |
| Эскудо                | Восточный Тимор          | TPE      | $                                        |                       |
| Эскудо                | Португалия               | PTE      | $ • Esc                                  |                       |
| Юань (доллар Китая)   | Китай                    | CNX      | $                                        |                       |

Комментарии
Сливочный цвет — Символы существующих валют
Серый цвет — Символы исторических валют
Примечания
1. ↑  Подробнее см. статьи «Знаки валют» и «Знаки валют (список)»
2. ↑   Ангилья •  Антигуа и Барбуда •  Гренада •  Доминика •  Монтсеррат •  Сент-Винсент и Гренадины •  Сент-Китс и Невис •  Сент-Люсия

### Разделитель разрядов и десятичный разделитель — сифран

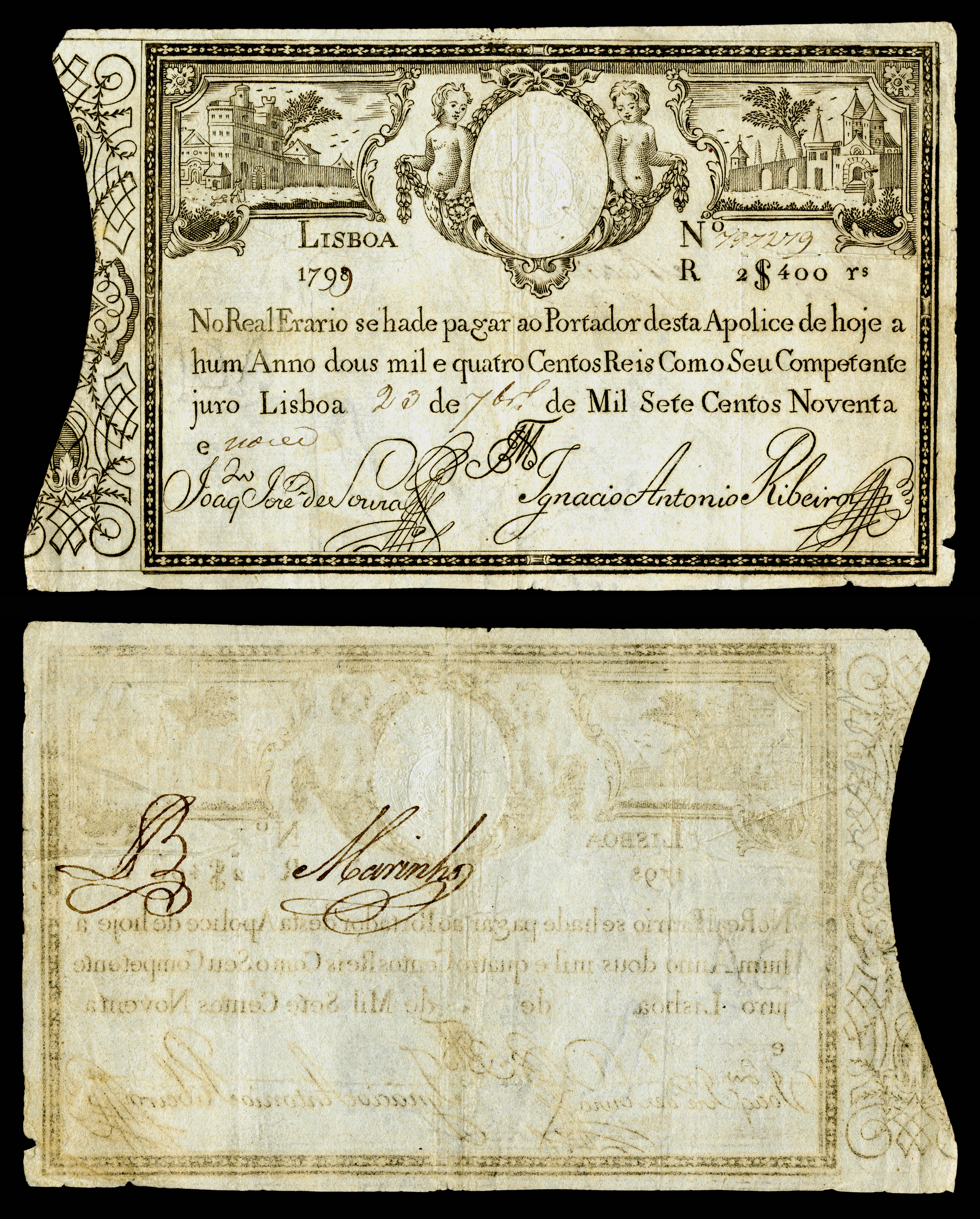
2400 португальских реалов 1799 года

С XV века в испаноязычных рукописях встречается символ, который представляет собой почти закруглённую «U» или незаконченную «O», перечёркнутую одной или двумя горизонтальными или вертикальными линиями. Название этого символа — «кальдерон» (исп. calderón), назначение — разделение разрядов при записи больших чисел, то есть для визуального отделения тысяч от сотен, десятков и единиц. По мнению американского математика Флориана Кэджори, вероятнее всего, это результат многовековой трансформации какой-то из разновидностей римских символов, использовавшихся для записи тысяч: Ⅿ, ↀ, ⅭⅠↃ, ⅭⅠⅠↃ, ͳ. В Португалии символ с тем же назначением, но иным начертанием получил название «сифран» (порт. cifrão от лат. cifra — цифра). Он идентичен современному символу доллара ($), но, по мнению Кэджори, имеет другое происхождение и восходит к некоторым разновидностям испанского кальдерона.
В конце XVIII века сифран, продолжая служить в качестве разделителя разрядов, использовался для обозначения номинала банкнот в португальских реалах (см. иллюстрацию справа), а в первой половине XIX века — банкнот в бразильских реалах (см. первую иллюстрацию внизу). При записи символ отделял в денежной сумме три ноля справа, указывая, слева от знака, сумму в кратной единице — мильрейсах. Иногда он использовался в сочетании с сокращённым обозначением реала rs. Так, сумма в 1000 реалов (1 мильрейс) обозначалась 1$000, Rs. 1$000 или 1$000 rs. Один из вариантов записи — без нулей, то есть 1$, что означает «1 мильрейс» (см. вторую иллюстрацию внизу). В начале XX века, с введением эскудо, заменившего португальский реал в соотношении 1:1000, символ стал выполнять функцию десятичного разделителя, то есть разделять основную денежную единицу (эскудо) и её дробную (сентаво), равную 1⁄100 основной, — 2$50, что означает «Два эскудо и 50 сентаво» (см. третью иллюстрацию внизу).
Сифран не включён в стандарт Юникод и, выполняя функции краткого представления эскудо, мильрейса и других денежных единиц португалоязычных стран, рассматривается в качестве знака, идентичного символу доллара, или местного названия символа доллара.

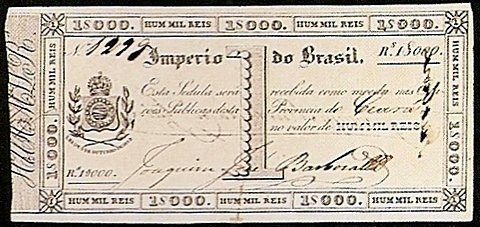
1000 бразильских реалов (1 мильрейс) первой половины XIX века
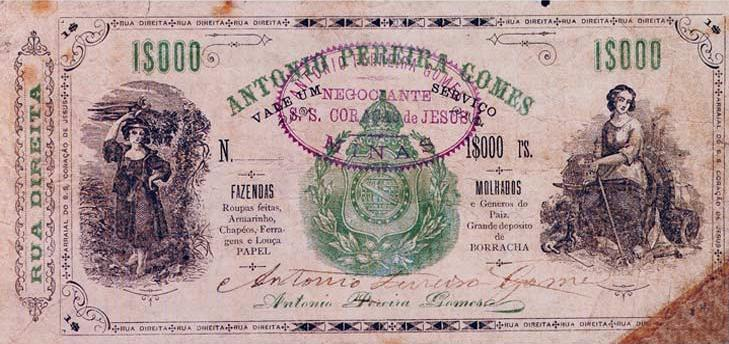
1000 бразильских реалов (1 мильрейс) неизвестного года
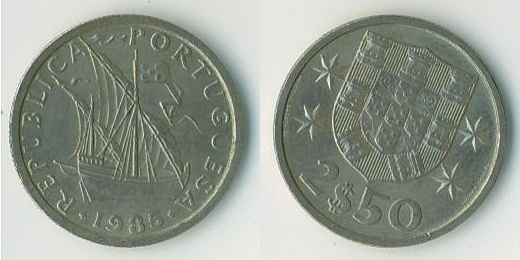
2,50 португальского эскудо 1935 года

### Оператор в языках программирования
Знак $ применяется как самостоятельный символ во многих языках программирования:
- в языке программирования Бейсик ставится в конце имени строковой переменной или имени функции, возвращающей значение строкового типа;
- в Паскале применяется для записи чисел в 16-ричной системе;
- в PHP, Perl и многих других языках с символа $ начинается имя переменной;
- в языке Tcl обозначает значение переменной;
- в табличных процессорах, например, OpenOffice.org Calc и Microsoft Excel используется для указания неизменяемого индекса ячейки в формуле;
- в регулярных выражениях обозначает конец строки;
- в языке ассемблера (AT&T-синтаксис) указывает на числовое значение константы;
- в некоторых других случаях используется как указатель на служебные переменные;
- в jQuery, широко используемой библиотеке JavaScript, используется как имя главной в библиотеке функции.

### Другие способы использования

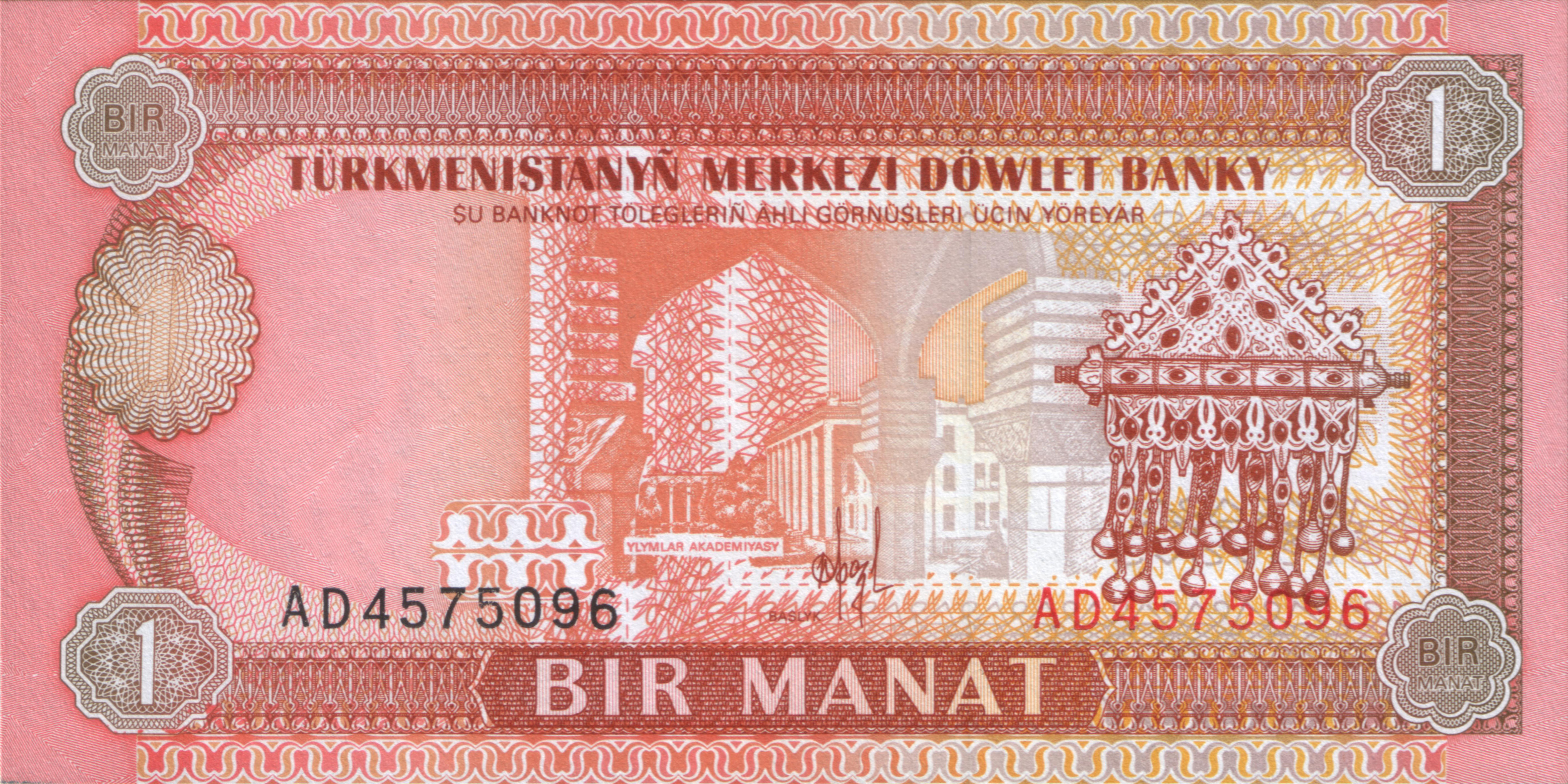
Один туркменский манат образца 1993 года с символами «$» и «¥» во второй строке текста

С 1993 по 1999 год в процессе перехода Туркменистана с кириллицы на латиницу для записи некоторых специфических букв туркменского алфавита использовались такие знаки валют, как «$» (символ доллара), «¢» (символ цента), «¥» (символ иены) и «£» (символ фунта), поскольку в то время на клавиатурах не было некоторых специфических букв нового туркменского алфавита. Заглавной «$» соответствовала строчная «¢», заглавной «¥» — строчная «ÿ», а заглавной «£» — строчная «ſ». В 1999 году вместо них были введены другие символы: вместо «$/¢» — «Ş/ş», вместо «¥/ÿ» — «Ý/ý», вместо «£/ſ» — «Ž/ž». Символы «$» и «¥» (разновидность с одной чертой) встречаются на туркменских банкнотах образца 1993 года достоинством до 500 манатов.
В поп-культуре символ «$» может заменять букву «S», например в псевдониме певицы Кеши (англ. Ke$ha), или обозначать слово «деньги» (англ. money), как в псевдониме исполнителя bbno$.
В психоанализе Жака Лакана перечеркнутая буква S, идентичная по написанию символу доллара, является обозначением расщепленного («барированного») субъекта психоанализа.